# The Sodality
The Sodality è stato un gruppo musicale di power electronics attivo soprattutto nella seconda metà degli anni '80 e formato da Andrea Carotto, assieme ai tre componenti dei Sigillum S, Eraldo Bernocchi, Paolo Bandera e Luca Digiorgio. La band è spesso menzionata dalla critica come "uno dei progetti più originali del power electronics europeo".

## Storia del gruppo
I The Sodality furono creati nel 1987 da Andrea Carotto per elaborare una forma di "teatro sessuale" ispirato alle psicopatologie sessuali. Il progetto coinvolse poi altri elementi, trasformandolo in un vero e proprio supergruppo con l'arruolamento Eraldo Bernocchi, Paolo Bandera e Luca Digiorgio tutti e tre provenienti dall'esperienza Sigillum S, e di Gerda Schlass, con i quali realizzarono il loro primo ed unico album dal titolo Beyond Unknown Pleasures. In questo album i musicisti realizzano una serie di libere improvvisazioni in cui gli elementi raramente si incontrano in un'unione, sviluppando piani sonori caustici e rumorosi senza però scendere mai nel puro caos, tra le voci a volte urlanti ed altre ansimanti. Fu in seguito a questo primo ed unico album che The Sodality furono inseriti dalla giapponese Beast 666 Tapes nella compilazione Journey Into Pain curata da Hitomi Arimoto, per partecipare poi a Freedom In A Vacuum dell'omonima etichetta canadese ed Infera Sinfonia dell'italiana Bruno Cossano Corporation.
È invece del 1988 il 12" dal titolo Orgies Of Crime, in cui alle frequenze rumoristiche, vengono associati per contrasto a lunghe pause di puro silenzio, abbozzando così i suoni in una nuova ricerca di composizione e partitura, che risulterà pienamente sviluppata nel successivo Confusion, 7" uscito dopo una decade dal precedente lavoro e pubblicato per la statunitense BloodLust! di Mark Solotroff.

## Formazione
- Andrea Carotto
- Eraldo Bernocchi
- Paolo Bandera
- Luca Digiorgio

## Discografia
LP ed EP
- 1987 - Beyond Unknown Pleasures (LP, Aquilifer Sodality - ristampato nel '94 da Verba Corrige e nel 2012 da Urashima)
- 1988 - Orgies Of Crime (12", Aquilifer Sodality)
- 1997 - Confusion (7", BloodLust!)

Compilazioni
- 1987 - Journey Into Pain con il brano Little Oral Linda (4xcassette, Beast 666 Tapes)
- 1987 - Freedom In A Vacuum con il brano They Never Learn (LP, Freedom In A Vacuum, Freedom In A Vacuum)
- 1987 - Infera Sinfonia con il brano Nybbas (Hell's Pimp) (12", Bruno Cossano Corporation)
- 1993 - Hypermuseum con il brano White Gold (12", Minus Habens Records)